# Maláta

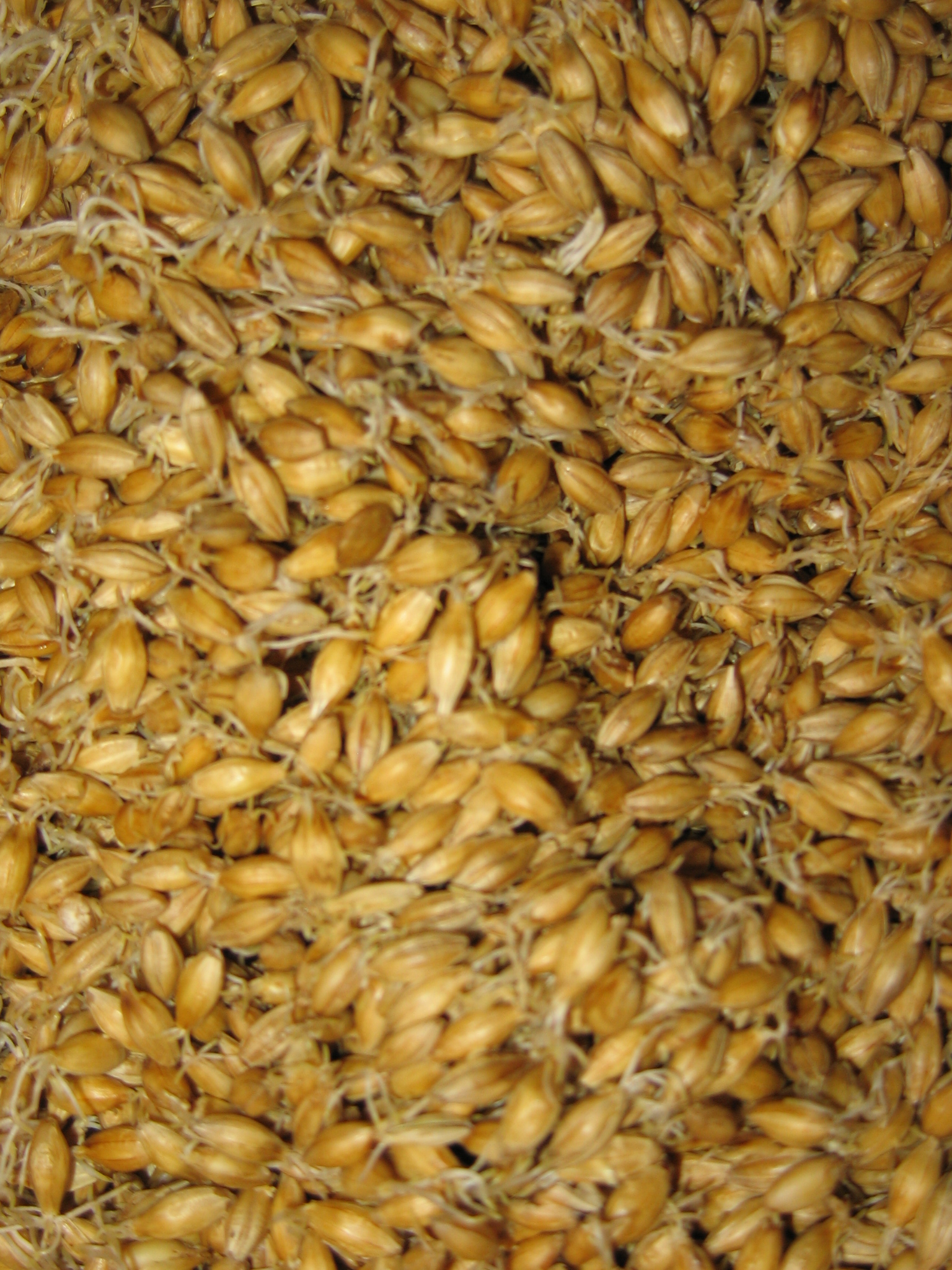
Árpamaláta

A maláta árpa, búza vagy egyéb gabona csíráztatásával, majd szárításával előállított cukortartalmú termék. A sör és a gabonából erjesztett szeszes italok (whisky, vodka) egyik legfontosabb alapanyaga. A gabonafélék csírázásakor olyan enzim – diasztáz – keletkezik, amelyik képes a gabonában levő keményítőt cukrokká, maltózzá és dextrinné lebontani, amit azután az erjesztőgombák alkohollá tudnak alakítani.

## Csíráztatás
Mindenféle gabona alkalmazható a malátakészítés céljára, de legalkalmasabb az árpa. A megtisztított árpát vasból vagy cementből készült áztató kádakba teszik és annyi vizet eresztenek rá, hogy az árpát ne csak éppen ellepje, hanem felette még legyen néhány cm-es vízréteg. Rövid idő múlva a hibás szemek, a héjdarabok valamint az árpában levő egyéb szennyeződések a víz felületén réteget képeznek, amelyet eltávolítanak, hogy a csíranövekedés egyenletességét majd ne zavarja. Az áztatás során bizonyos anyagok feloldódnak, amelyek könnyen rothadást idézhetnek elő, ezért a vizet többször is cserélni szükséges. Az áztatás időtartama, valamint a vízcserék száma függ a víz minőségétől és hőmérsékletétől és mindaddig folytatni kell, amíg a gabonaszem annyi vizet nem vesz fel, hogy a közepén csak egy pont látható, amely még nem ázott át. Az árpaszem akkor mondható csíráztatásra alkalmasnak, amikor annyira átnedvesedett, hogy a héj a szemet  ujjal összenyomva könnyen és teljesen elválik a lisztes résztől. Jól ázott 100 súlyrész (sr.) árpából 130–160 sr. ázott árpa nyerhető. Ha az árpa kellően átázott, akkor a vizet leeresztik és az árpát az ún. malátaszérűre viszik a csíráztatáshoz, ahol egyenletes magasságban szétterítik rakásokba. A csírázás folyamata hamar megkezdődik,[pontosabban?] és megjelennek a gyökércsírák. A rakásokat 6-12 óra időközökben át kell forgatni (lapátolják), nehogy a csírázásnál fejlődő meleg károsan hasson a mélyebben lévő csíranövekedésre, vagy a felszín kiszáradjon. A malátakészítésnél akkor szakítják meg a csírázás folyamatát, amikor az enzimképződés (diasztáz) elérte a maximumát.[pontosabban?] Az így készült malátát zöld malátának hívják, mely körülbelül 1/3 rész vizet tartalmaz. Az égetett szeszek gyártásában ezt a zöld malátát használják, a sörgyártásban viszont aszalással tovább folyik a malátakészítés
A malátaszérűkön történő előállítás viszonylag költséges, ezért manapság inkább mechanikai csíráztató készülékek segítségével állítják elő a malátát. A mechanikai csíráztatók sokfélék, melyek közül a Galland-féle pneumatikus malátakészítési módszer említendő, amelyben a kellően áztatott árpát magas rétegben lyukacsos vaslemezre rakják, amelyen keresztül bizonyos időközönként vagy folytonosan, tiszta, lehűtött és nedvességgel telített levegőt préselnek át a csírázó szemekből álló rétegbe. A levegőáramlás biztosítja, hogy az árpa elegendő mennyiségű oxigént kapjon, a fejlődő szénsav távozzon, és a csírázó árpa ne száradjon ki, így nincs szükség a réteg átmozgatására (lapátolás). Ezt az eljárást az utóbbi időkben sokféleképpen módosították, ezek közül leginkább a Salackin-féle pneumatikus malátakészítés terjedt el.[pontosabban?]

## Szárítás
A sörgyártás céljaira a zöld malátából a nedvességet el kell távolítani. Ezt az eljárást aszalásnak nevezik. A sörgyártás üzemzavarai sokszor a hibás aszalásra vezethetők vissza, emiatt a maláta aszalása igen nagy gondosságot igényel. A zöld maláta szárítással – mesterségesen alkalmazott meleg igénybevételével – aszalt malátává alakítják át 25–120 °C, sőt még ennél is nagyobb hőmérséklet mellett. A levegőn szárított malátát „légmalátának” nevezik, mely azonban még 17% vizet tartalmaz, ezért ennek eltartása nehézségekkel jár. A jól aszalt malátának nemcsak eltarthatónak kell lennie, de fontosabb ennél az, hogy magasabb hőmérsékleten a maláta bizonyos alkotórészei olyan változásokon menjenek keresztül, melyek a sör minőségét befolyásolják. A zöld maláta aszalása által már külsőleg is a következő változások vehetők észre: megszáradás, térfogatcsökkenés, aroma- és szaganyagok alakulása és a szín megváltozása.
Igen sokféle malátaaszalót használnak a gyakorlatban, a fő dolog azonban, ami egy jó aszalótól elvárható, hogy az adott sörfaj előállításához szükséges maláta minél kevesebb tüzelőanyaggal könnyen és biztosan aszalható legyen. Miután a maláta sajátságai az aszalás helyes levezetésétől függenek, a következőket kell az aszalásnál szem előtt tartani: 1. A magasságot, melyben a zöld malátát az aszalóra kirakják, 2. a hőmérséklet megemelésének módját, 3. az aszalási időtartam és az aszalási hőmérséklet nagyságát.
A főbb malátát aszaló szerkezetek a következők: Megszakítással dolgozó aszalók: 1. a füstaszalók és 2. légaszalók. Ezek szitaszerű lyukas fémlemez v. dróthálóból készült egymás feletti rakterületekből (étagérek) állanak, melyekre a zöld malátát rakjuk és / vagy füstgázok direkt (füstaszalás) vagy meleg levegő bevezetése (légaszalás) vagy mindkettő együttes alkalmazásával végzik az aszalást. Újabban folytonos működésű mechanikai malátaaszalókat használnak. Az aszalási hőmérséklet értékétől függően sárga vagy barna maláta nyerhető. Az aszaláson kívül még a sötét színű sörök készítéséhez a malátát vaslemez hengerekben szabad tűz felett pörkölik (pörkölt maláta). A pörkölésnél a malátában lévő diasztáz cukorátalakító képességét teljesen elveszíti. Az aszalásnál a malátacsíra a szemtől leválik, és ettől elválasztva nyerik a malátacsírát.